# Климас, Пятрас
Пятрас Климас (лит. Petras Klimas; 23 февраля 1891, Кушлишкяй, Кальварийский уезд — 16 января 1969, Каунас) — литовский историк, дипломат, один из подписантов Акта о независимости Литвы.

## Биография
Родился в крестьянской семье неподалёку от Калварии. Окончил юридический факультет Императорского Московского университета. После окончания обучения вернулся в Литву, где занимался общественной помощью. В 1917 году был избран в Тарибу. Стал одним из двадцати подписантов акта о независимости Литвы.
После обретения молодым литовским государством независимости его направили на дипломатическую службу во Францию, Бельгию, Испанию, Португалию и Люксембург. Помимо дипломатической деятельности занимался написанием исторических книг, издал: „Russich Litauen“ («Русская Литва»), исследование о российское правление в Литве с 1795 до 1915 года, „Der Werdegang des litauischen Staates“ («Развитие литовского государства»), описание появления Литвы с 1915 до 1918 года, „Lietuvos žemės valdymo istorija“ («История землевладения в Литве»).
В 1920—1923 годах был преподавателем в Литовском университете.
Аннексия Литвы Советским Союзом в 1940 году состоялась в то время, когда Пятрас Климас был дипломатическим представителем в Париже. В 1942—1943 годах был вывезен нацистами в концентрационный лагерь. В 1944 году ему удалось добраться до Литвы, однако он был арестован НКВД и сослан в Челябинскую область, где провёл 10 лет.
Скончался в 1969 году после продолжительной болезни. Похоронен на Пятрушюнском кладбище. На могиле установлен памятник скульптора Владаса Вильджюнаса.

## Память
Имя Пятраса Климаса носят улицы в Вильнюсе, Каунасе, Мариямполе.